# Старожуковское муниципальное образование
Старожуковское сельское поселение — муниципальное образование в Базарно-Карабулакском районе Саратовской области России.
Административный центр — село Старая Жуковка.

## История
Создано в 2005 году.  В 2018 году в его состав был включён единственный населённый пункт упразднённого Вязовского сельского поселения — село Вязовка.

## Население
| 2010  | 2011  | 2012  | 2013  | 2014  | 2015  | 2016  |
| ----- | ----- | ----- | ----- | ----- | ----- | ----- |
| 1609  | ↘1606 | ↘1531 | ↘1474 | ↘1417 | ↘1404 | ↘1393 |
| 2017  | 2018  | 2019  | 2020  | 2021  |       |       |
| ↘1375 | ↘1330 | ↗2019 | ↗2023 | ↘2015 |       |       |

## Населённые пункты
В состав сельского поселения входят 3 населённых пункта:
| № | Населённый пункт | Тип  | Население |
| - | ---------------- | ---- | --------- |
| 1 | Вязовка          | село | ↘753      |
| 2 | Старая Жуковка   | село | ↘861      |
| 3 | Стригай          | село | ↘748      |